# Бора Милутинович
Велибор „Бора“ Милутинович (на сръбски: Велибор „Бора“ Милутиновић) е бивш сръбски футболист и треньор.
Той и Карлос Алберто Парейра са единствените 2 души, участвали 5 пъти в световни първенства като треньори, като Милутинович е и единственият, който постига това с 5 различни нации: Мексико (1986), Коста Рика (1990), САЩ (1994), Нигерия (1998) и Китай (2002). Общо е наставник на 8 различни национални футболни отбора.

## Кариера

### Национални отбори
Бора Милутинович извежда Мексико до четвъртфиналите на Световното първенство през 1986 г., което е най-високото постижение за „ацтеките“. Мексико губи от Западна Германия след дузпи.
Милутинович поема Коста Рика точно преди Световната купа от 1990 г. Коста Рика успява да победи Шотландия и Швеция и губи от Бразилия с 0:1, преди да загуби с 1:4 от Чехословакия в директните елиминации.
Ханк Щайнбрехер, генерален секретар на американската федерация по футбол, провежда интервюта за нов старши треньор на националния отбор. Американските треньори не доказват своите качества на международната сцена, като САЩ загубва всичките си три мача от груповата фаза през 1990 г. Когато търсенето започва през 1991 г., акцентът не е толкова много върху опита, колкото до намиране на треньор, който може да извлече пълният потенциал от отбора, тогава името на Милутинович се споменва. Той вече е познат като треньор на Мексико, и след изненадващия успех на Коста Рика на Световното първенство.
Милутинович води националния отбор на САЩ по време на Мондиал 1994, който се провежда в САЩ. Надеждита са отборът на САЩ да вземе първата си победа на световно от 1950 г. насам, и да достигне до осминафиналите на турнира за първи път от 1930 г.
Бора Милутинович е освободен на 14 април 1995 г., след като футболната федерация иска някого, който би могъл да бъде треньор и администратор, а Милутинович не иска да има административни задължения.
Милутинович става треньор на нигерийския отбор на световното първенство във Франция 1998 г. Нигерия печели своята група и достига елиминациите. Това е четвъртият отбор, който Милутинович извежда до тази фаза, което е рекорд за треньор.
Под ръководството на Милутинович, Китай се класира за световни финали за първи път в историята си. Въпреки това, за разлика от преди, той не може да поеме китайския отбор, неопитен на световната сцена. Милутинович продължава да бъде привърженик на китайския национален отбор и поддържа блог на китайския уебсайт Sina.com.
През лятото на 2003 г., Милутинович е в сериозни преговори да поеме националния отбор на родината си Сърбия. Въпреки тежките преговори, месеци убеждаване от сръбски футболни чиновници, Милутинович отхвърля офертата и скоро подписва с националния отбор на Хондурас. Той ги ръководи за първия кръг на КОНКАКАФ квалификациите, преди да подаде оставка на 30 юни 2004 г. Той се аргументира с „преобладаващата лоша атмосфера, създадена от коментари от страна на мениджъри, служители и натиск“, като причина за неговото напускане по време на квалификациите за Световното първенство 2006 г.
На 16 ноември 2006 г., Бора Милутинович е обявен за старши треньор на Ямайка. На 9 ноември 2007 г. след поредица от шест последователни чисти загуби, той е уволнен от ямайската ФА.
Милутинович води националния отбор по футбол на Ирак в групите на Купата на конфедерациите през 2009 г., където записва две равенства и една загуба, и не успява да се класира за фазата на елиминациите.

### Клубни отбори
Треньорска кариера на Милутинович на клубно ниво е с по-смесен успех. Най-дългият си престой в един клуб е с мексиканския УНАМ Пумас между 1977 г. и 1983 г. Няколко от неговите играчи там, в крайна сметка попадат в състава на Мексико за Мондиал 1986.
Оттогава той е треньор за кратко на няколко клубни отбори. Треньор е на Удинезе Калчо от италианската Серия Б за девет мача през 1987 г. Води американския МетроСтарс, с когото записва най-лошия актив в историята на лигата през 1999 г. Има и кратък престой в Катарската лига с Ал Сад през сезон 2004/05.

## Личен живот
Бора Милутинович е от легендарно футболно семейство. Той и двамата му братя Милош (1933 – 2003) и Милорад (1935 – 2015) играят заедно за Партизан (Белград).
Баща му е убит по време на Втората световна война, а майка му умира от туберкулоза скоро след края на войната. Милутинович казва, че не си спомня родителите си. Той е отгледан от леля си, и израства с футбола.
Милутинович е женен за мексиканка и живее в Катар. Владее английски, испански и френски език, както и родния си сръбски.

## Отличия

### Футболист

#### УНАМ
- Носител на Копа MX (1): 1975
- Носител на Суперкупата на Мексико (1): 1975

### Треньор

#### УНАМ
- Лига MX (1): 1980/81
- КОНКАКАФ Шампионска лига (1): 1980
- Копа Интерамерикана (1): 1981

#### Мексико
- Носител на Голд Къп (1): 1996

#### САЩ
- Носител на Голд Къп (1): 1991